# Вроцлавский технологический университет
Вроцлавский технологический университет (ныне Вроцлавская политехника, пол. Politechnika Wrocławska) — публичный университет во Вроцлаве, Польша.
Согласно Webometrics Ranking of World Universities занимает 11-е место в Польше среди университетов и 1120 место в мире среди всех типов университетов (по состоянию на июль 2018).

## История
Истоки университета относятся к 1910 году, когда в Германской империи в городе Бреслау была создана Королевская высшая техническая школа (нем. Königliche Technische Hochschule Breslau). В 1918 году название было изменено Технический университет (нем. Technische Hochschule). Кризис 1930-х годов привёл вуз к упадку, был введён внешний куратор, количество студентов сократилось. В 1939 году началась Вторая мировая война, но до 1943 года учебное заведение продолжало работать. После начала осады Бреслау, властями города принято решение об эвакуации вуза в глубины нацистской Германии. На этом первая, немецкая, часть истории университета была окончена.
После окончания войны, в 1945 году, когда город стал польским, здесь был создан Вроцлавский технологический университет, первая лекция в котором состоялась 15 ноября 1945 — этот день отмечается как университетский праздник. Первоначально Технологический университет был административно связан с Вроцлавским университетом.
В течение 2010 года в рамках празднования 100-летия университета в городе проходили различные культурные и научные мероприятия. Кульминацией праздника стал первый Всемирный конгресс выпускников, состоявшийся в ноябре.
В настоящее время университет называется Вроцлавская политехника, в нем на 16 факультетах обучается более 28000 студентов (28815 человек на 2017 год).

## Ректоры
- Станислав Кульчиньский (1945–1951)
- Dionizy Smoleński (1951–1960)
- Zygmunt Szparkowski (1960–1969)
- Тадеуш Порембский (1969–1980)
- Bogusław Kędzia (1.12.1980 – 31.8.1981)
- Tadeusz Zipser (1.9.1981 – 29.12.1981)
- Jerzy Schroeder (6.1.1982 – 31.7.1982)
- Wacław Kasprzak (1982–1984)
- Jan Kmita (1984–1990)
- Andrzej Wiszniewski (1990–1996)
- Andrzej Mulak (1996–2002)
- Tadeusz Luty (2002–2008)
- Tadeusz Więckowski (2008–2016)
- Cezary Madryas (2016–2020)
- Arkadiusz Wójs (2020 – настоящее время)

## Корпуса вуза

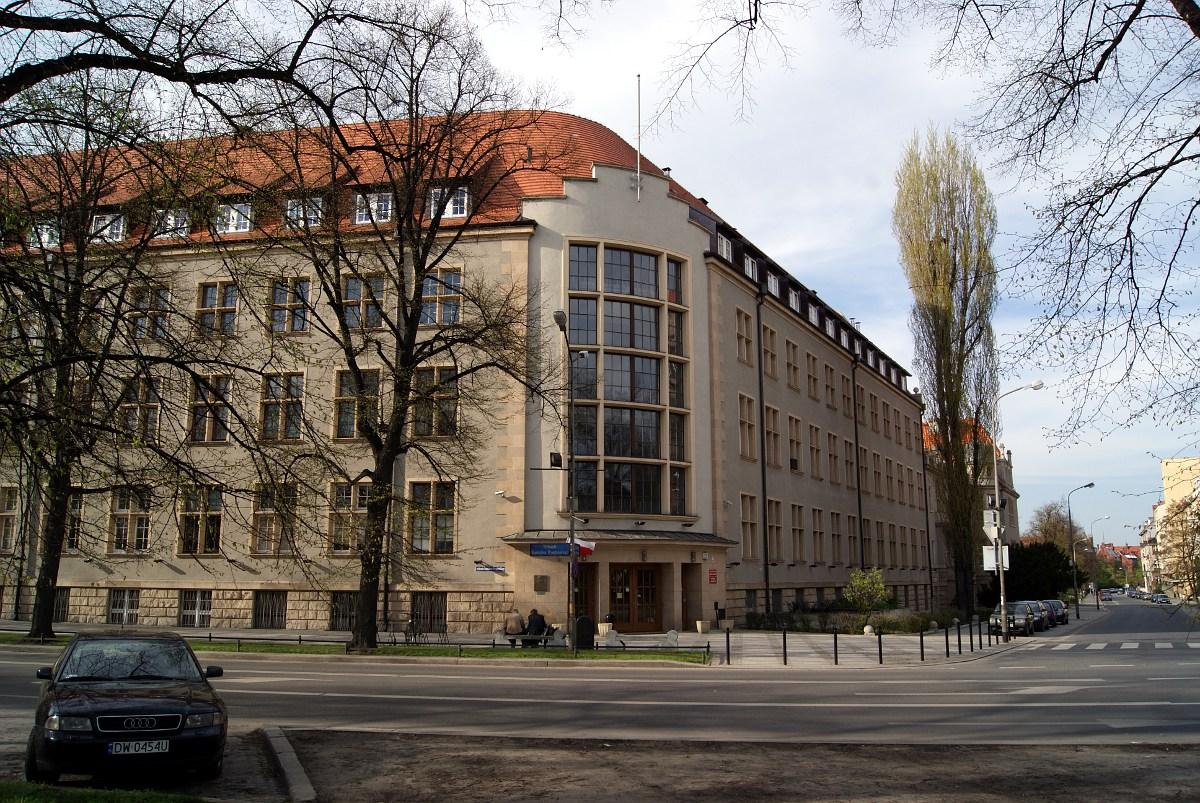
Корпус A2
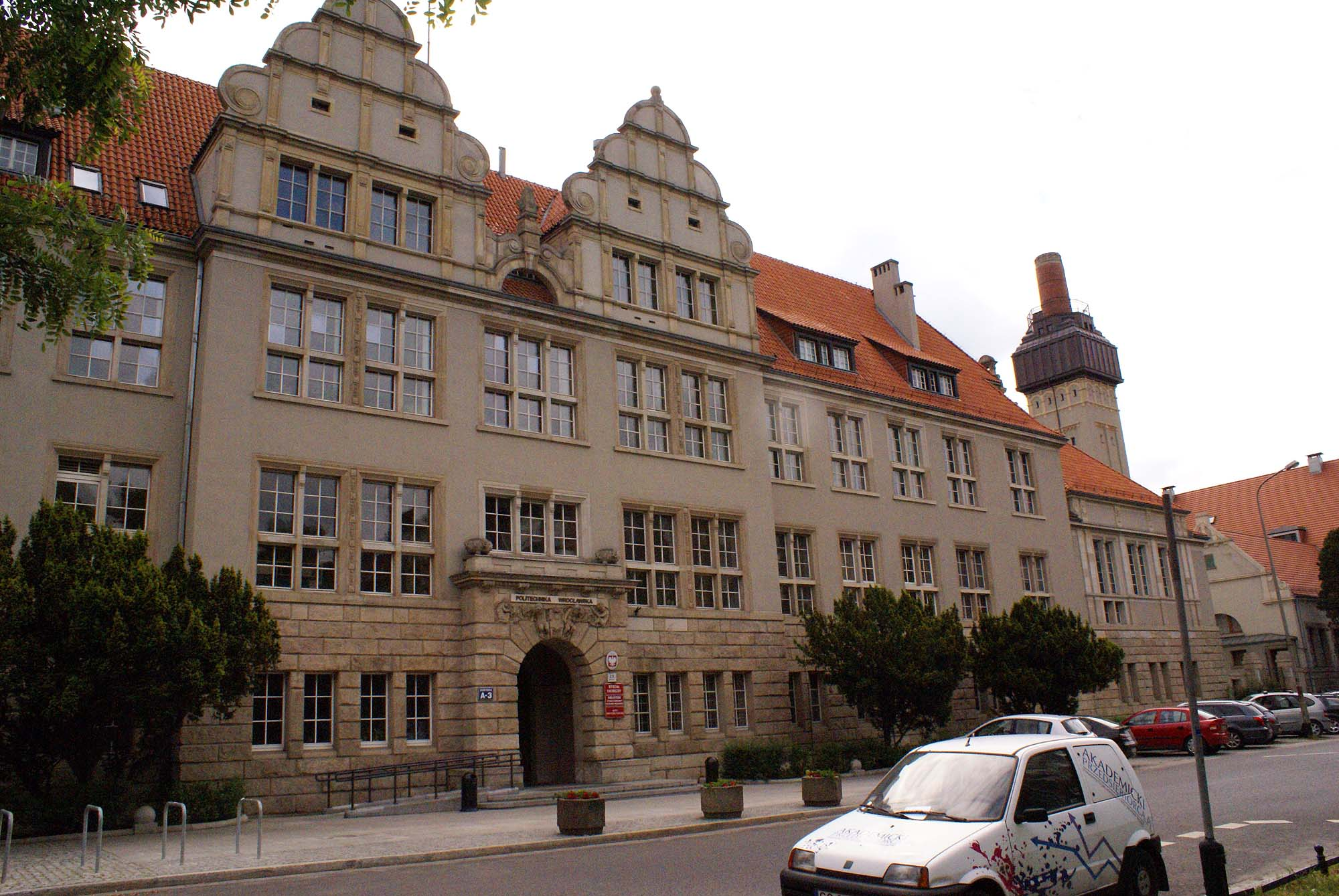
Корпус A3
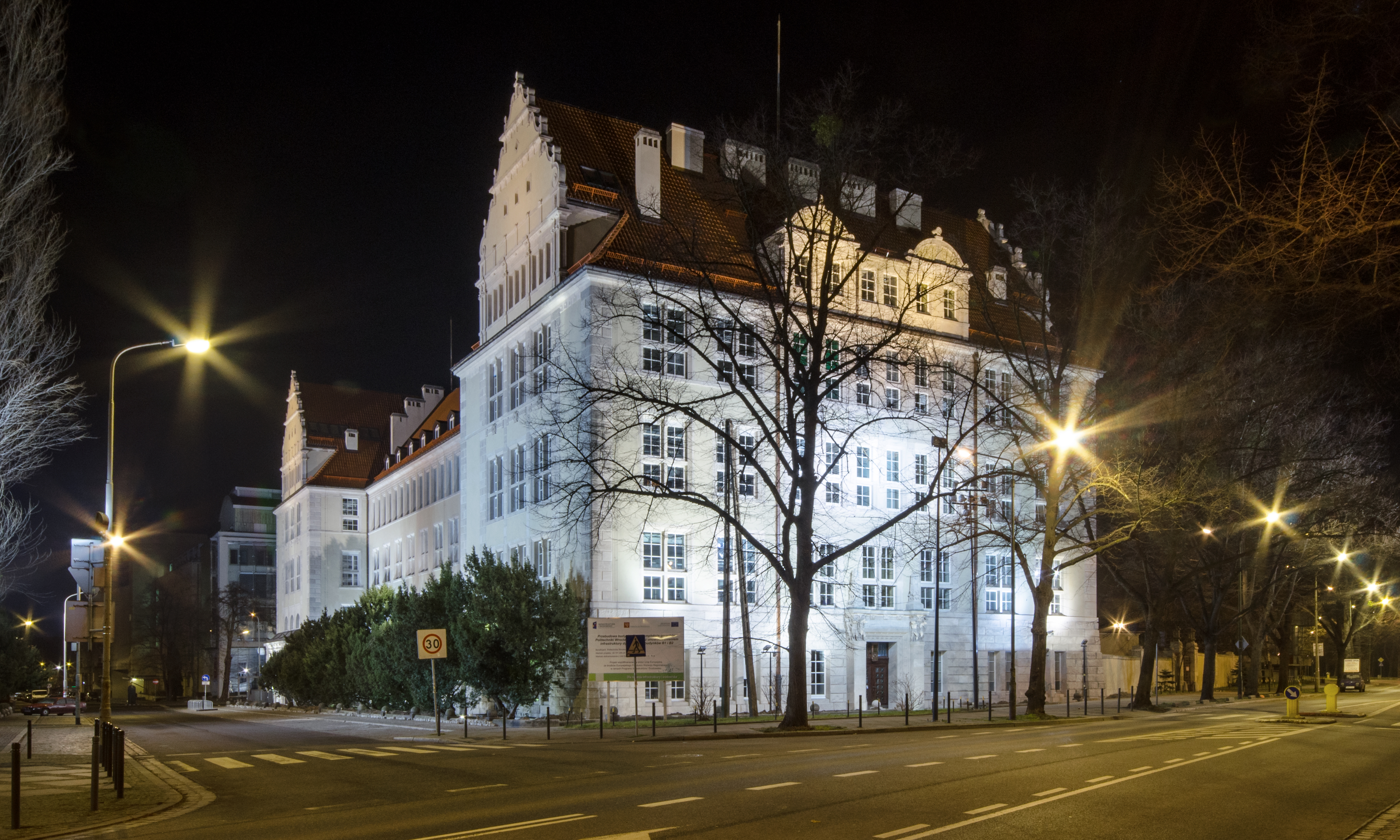
Корпус B1
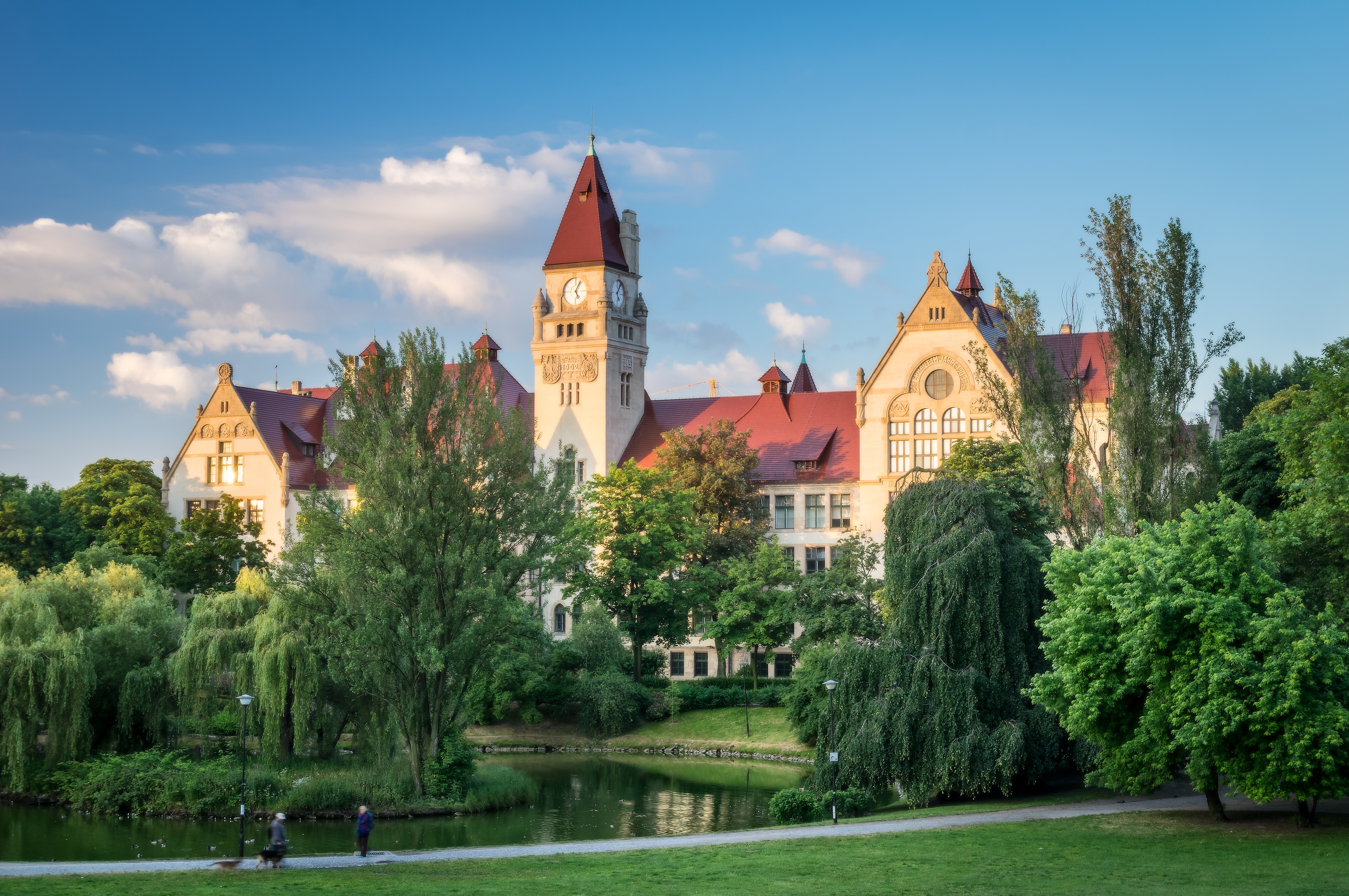
Корпус E1